# 上海长途客运总站

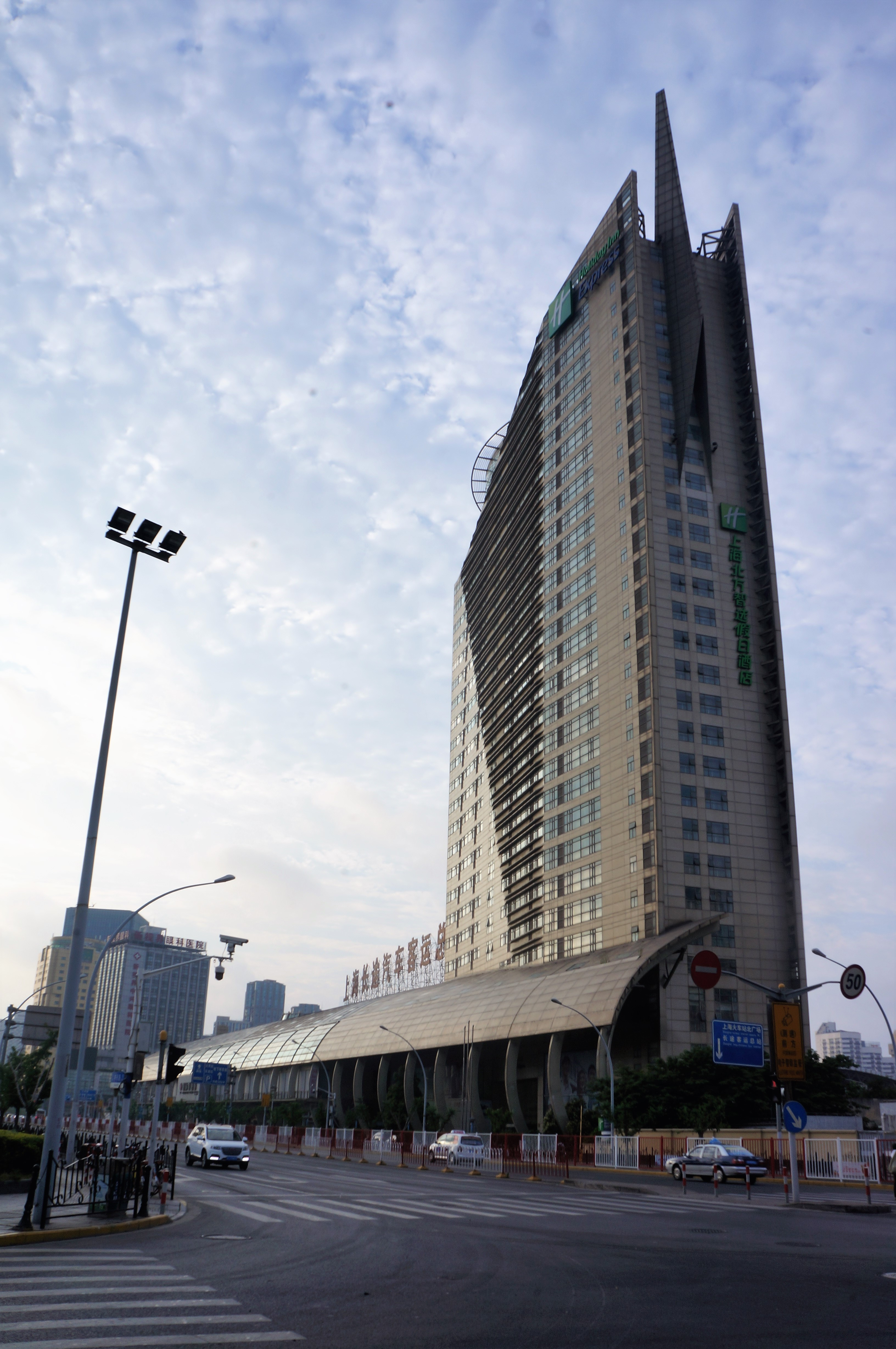
上海长途客运总站

上海长途汽车客运总站位于上海火车站北广场，由上海芷新运输公司运营，2005年投入使用。上海长途客运总站与上海火车站及其周边的公共交通设施构成了上海交通的“北枢纽”，启用时为亚洲最大的客运站。
上海长途客运总站的候车楼共有四层。售票大厅占地1200平方米，候车大厅占地3600平方米，停车场占地34000平方米，售票窗口和检票口各24个，48个发车位，日旅客吞吐量在3.5万人次以上，年发送量800万人次。

## 历史
上海长途汽车客运总站于2005年1月25日迎来首批旅客，并在当年的春运中正常运营40天。然而春运结束后车站却关门谢客，对外称“建设仍未完成”。《小康》杂志认为，车站关闭的原因在于上海房价飞涨后，建设方希望分得更多收益。最终，上海长途汽车客运总站于2005年8月12日正式运营。
2010年，随着沪宁城际铁路的开通，车站往南京方向的客流锐减，运营方甚至需要在沪宁班线的客车上装货以维持盈利。2016年，车站开通了至上海迪士尼乐园的快车，单程约1小时。2017年春运起，旅客可凭身份证和二维码直接上车，无需换票；2018年进一步升级为人脸识别进站。
2020年1月27日，车站因疫情停运，同年3月15日恢复。2022年3月13日，车站再次因疫情停运，同年8月8日恢复。

## 商业
车站在设计之初就为商业经营留出了空间。除了原有的商业空间设计，由于运营方担心未来长途客运量下降后车站闲置，候车大厅尽可能沿道路布置并与商场部分层高一致，方便日后改造为商业设施。果不其然，到2013年，原有的候车大厅乃至售票窗口都被改造为商店，新的售票地点位于室外（后又改到火车站地下）。

## 接驳交通
- 地铁：1、3、4号线上海火车站站
- 公交：106、115、117、305、306、310、817、823、912、942、962、新川专线等